# Gioacchino Zuccarello
Gioacchino Zuccarello (Catania, 1756 – 1809) è stato un poeta italiano.
Insegnò lettere umane nel Collegio Cutelli ed eloquenza nel Seminario vescovile. 
Quasi tutte le sue opere si conservano manoscritte nel fondo Ventimiliano della Biblioteca universitaria di Catania. Tra queste il poema in quattro canti La Cristeide e altre poesie latine e italiane, nonché un trattato di retorica dal titolo De elocutione et inventione.